# Dekanat X – św. Franciszka z Asyżu w Łazach
Dekanat łazowski – dekanat diecezji sosnowieckiej należący do 1992 do archidiecezji częstochowskiej. Patronem dekanatu jest św. Franciszek z Asyżu.

## Parafie
Do dekanatu należą parafie:
- Chruszczobród – Parafia Świętego Stanisława Biskupa,
- Ciągowice – Parafia Świętego Bartłomieja Apostoła,
- Parafia Trójcy Przenajświętszej w Dąbrowie Górniczej – Błędów,
- Grabowa – Parafia Świętej Anny,
- Łazy – Parafia Świętego Maksymiliana Kolbego
- Łazy – Parafia Świętego Michała Archanioła
- Niegowonice – Parafia Świętego Franciszka z Asyżu,
- Rokitno Szlacheckie – Parafia Miłosierdzia Bożego,
- Wysoka – Parafia Najświętszego Serca Pana Jezusa.